# Bejucal (Guatemala)
Bejucal es el nombre de un yacimiento arqueológico maya precolombino, ubicado en el departamento de Petén en el norte de Guatemala. Con base en los estudios arqueológicos se estima que el sitio tuvo su vigencia y apogeo hacia la segunda mitad del siglo IV a. C., durante el periodo denominado clásico temprano.

## Localización
El sitio se localiza 7 km al noreste de Biotopo El Zotz y se cree que fue dependiente de esa ciudad precolombina. Se encuentra cerca de San Miguel La Palotada en el municipio de San José. Es parte de la reserva de la biosfera maya y colinda por el este con el parque nacional de Tikal, que contiene a la ciudad del mismo nombre, cuyos vestigios arqueológicos principales están a 20 km de Bejucal.

## Historia
Bejucal fue la capital, o el sitio más importante ocupado por la dinastía gobernante de El Zotz, que más tarde movió su residencia a esa ciudad maya.
Siyaj K'ak' (del maya: Fuego naciente) vinculado con Teotihuacán, conquistó Bejucal en el iv, al tiempo que hizo lo mismo con otros sitios de la región de El Petén, incluyendo Tikal. Existe un texto que menciona a Siyaj K'ak' como señor (cacique) para el año 381.
La estela número 1 de Bejucal también señala que Siyaj K'ak' era el señor de El Zotz. A partir de esos años los señores de Bejucal se llamaron vasallos de Tikal, su poderoso vecino, usando para ello el y ajaw, que significa «señor subordinado».
Todas las inscripciones en Bejucal corresponden a un periodo de tiempo relativamente corto de ca. 40 años, en la segunda mitad del siglo IV, terminándose hacia el año 396. La terminación abrupta de las inscripciones en Bejucal se debió posiblemente a la expansión de la ciudad de Tikal.
El arqueólogo norteamericano Ian Graham visitó Bejucal en la década de 1970 y registró dos estelas y un altar esculpido.